# Aleksandyr Tonew
Aleksandyr Antonow Tonew (bułg. Александър Антонов Тонев, ur. 3 lutego 1990 w Elin Pelinie) – bułgarski piłkarz występujący na pozycji pomocnika, reprezentant Bułgarii w latach 2011–2020.

## Kariera klubowa
Karierę piłkarską Tonew rozpoczął w bułgarskim CSKA Sofia. W 2009 roku został wypożyczony do OFK Sliwen 2000, w którym zaczął regularnie występować. Po roku wrócił do macierzystej drużyny. 16 czerwca 2011 podpisał czteroletni kontrakt z Lechem Poznań. 7 czerwca 2013 związał się umową z klubem Premiership Aston Villa FC.

## Statystyki kariery
| Klub               | Sezon              | Liga                 | Liga  | Liga   | Puchar kraju | Puchar kraju | Puchar ligi | Puchar ligi | Europa | Europa | Suma  | Suma   |
| Klub               | Sezon              | Liga                 | Mecze | Bramki | Mecze        | Bramki       | Mecze       | Bramki      | Mecze  | Bramki | Mecze | Bramki |
| ------------------ | ------------------ | -------------------- | ----- | ------ | ------------ | ------------ | ----------- | ----------- | ------ | ------ | ----- | ------ |
| CSKA Sofia         | 2007/08            | A PFG                | 2     | 0      | 0            | 0            | –           | –           | 0      | 0      | 2     | 0      |
| CSKA Sofia         | 2008/09            | A PFG                | 17    | 2      | 0            | 0            | –           | –           | –      | –      | 17    | 2      |
| Sliwen 2000 (wyp.) | 2009/10            | A PFG                | 23    | 1      | 0            | 0            | –           | –           | –      | –      | 23    | 1      |
| CSKA Sofia         | 2010/11            | A PFG                | 23    | 2      | 3            | 0            | –           | –           | 8      | 0      | 34    | 2      |
| Lech Poznań        | 2011/12            | Ekstraklasa          | 28    | 2      | 1            | 0            | –           | –           | –      | –      | 29    | 2      |
| Lech Poznań        | 2012/13            | Ekstraklasa          | 26    | 4      | 1            | 0            | –           | –           | 6      | 1      | 33    | 5      |
| Aston Villa        | 2013/14            | Premier League       | 17    | 0      | 1            | 0            | 2           | 0           | –      | –      | 20    | 0      |
| Celtic             | 2014/15            | Scottish Premiership | 6     | 0      | 2            | 0            | 1           | 0           | 4      | 0      | 13    | 0      |
| Frosinone          | 2015/16            | Serie A              | 22    | 0      | 0            | 0            | –           | –           | –      | –      | 22    | 0      |
| Crotone            | 2016/17            | Serie A              | 13    | 1      | 1            | 0            | –           | –           | –      | –      | 14    | 1      |
| Crotone            | 2017/18            | Serie A              | 8     | 0      | 2            | 0            | –           | –           | –      | –      | 10    | 0      |
| Botew Płowdiw      | 2018/19            | Pyrwa PFL            | 9     | 0      | 3            | 0            | –           | –           | –      | –      | 12    | 0      |
| Botew Płowdiw      | 2019/20            | Pyrwa PFL            | 23    | 2      | 3            | 0            | –           | –           | –      | –      | 26    | 2      |
| Łącznie w karierze | Łącznie w karierze | Łącznie w karierze   | 217   | 14     | 17           | 0            | 3           | 0           | 18     | 1      | 255   | 16     |